# Горай Владислав Вікентійович
Владислав Вікентійович Горай (5 серпня 1967, Малин, Житомирська область — 8 червня 2025, Миколаївська область, Україна) — український оперний співак (тенор). Заслужений артист України (2013).

## Життєпис
Владислав Горай народився 5 серпня 1965 року в Малині на Житомирщині в родині професійних музикантів.
Навчався в дитячій школі мистецтв (клас фортепіано), ліцеї № 3 м. Малина. У 1988 році з відзнакою закінчив музично-педагогічний факультет Вінницького державного педагогічного інституту імені Михайла Коцюбинського (клас «фортепіано, вокал, диригування»), а також Одеську консерваторію (клас народного артиста України, професора Миколи Огренича).
У 1993 році став солістом оперної трупи Одеського національного академічного театру опери та балету. У 2000—2003 роках працював у державному театрі опери і балету в Констанці (Румунія).
Брав участь в оперних проєктах у театрах Риму, Ліону, Страсбурга, Парижа, Амстердама, Цюриху, Брюсселя, Лісабона, Кишинева, Алма-Аті та інших міст. Гастролював в Іспанії (зокрема в Театрі Монументаль), Молдові, США, Канаді, Італії, Макао, Ізраїлі, Великій Британії (зокрема в Роял Альберт Холл).

## Загибель
З початком широкомасштабного російського вторгнення почав волонтерити, зокрема виступав з благодійними концертами в Україні та за кордоном, а також створював доброчинні вистави; зібрані кошти передавав на потреби ЗСУ. Загинув 8 червня 2025 року під час волонтерської місії на Миколаївщині .
12 червня 2025 року в Одеській опері під овації відбулося прощання з Гораєм. Наступного дня шану Гораю віддали в Малинському міському центрі культури та дозвілля, де він вперше виконав Гімн Малина. Похований в селі Різні Коростенського району. 

## Родина
Мав дружину, двох синів, матір та молодшого брата.

## Оперні патрії
- Граф Альмавіва («Севільський цирульник» Дж. Россіні),
- Едгар («Лючія ді Ламмермур» Г. Доніцетті),
- Герцог та Альфред («Ріголетто» і «Травіата» Дж. Верді),
- Рудольф («Богема» Дж. Пучіні),
- Лірник («Катерина» О. Родіна).

## Нагороди
- Заслужений артист України (27 березня 2013) — за вагомий особистий внесок у розвиток українського театрального мистецтва, значні творчі здобутки, високу професійну майстерність та з нагоди Міжнародного дня театру[11];
- премія національного конкурсу камерної музики в Хмельницькому;
- премія Міжнародного конкурсу вокалістів ім. Антоніна Дворжака (Карлові Вари, Чехія).